# Лукьянец, Андрей Никитович
Андрей Никитович Лукьянец (1922—1999) — подполковник Советской Армии, участник Великой Отечественной войны, Герой Советского Союза (1945).

## Биография
Андрей Лукьянец родился 15 сентября 1922 года в селе Жуковка (ныне — Барышевский район Киевской области Украины). Окончил среднюю школу. В 1940 году Лукьянец был призван на службу в Рабоче-крестьянскую Красную Армию. В 1941 году он окончил Краснодарскую военную авиационную школу штурманов. С марта 1943 года — на фронтах Великой Отечественной войны. Участвовал в Курской битве, был сбит, но успел выпрыгнуть с парашютом, был подобран советским разведчиком и доставлен в расположение его части.
К концу войны гвардии старший лейтенант Андрей Лукьянец был штурманом звена 160-го гвардейского бомбардировочного авиаполка 8-й гвардейской бомбардировочной авиадивизии 6-го гвардейского бомбардировочного авиакорпуса 2-й воздушной армии 1-го Украинского фронта. За время войны он совершил 164 боевых вылета на бомбардировку скоплений боевой техники и живой силы противника, нанеся ему большие потери.
Указом Президиума Верховного Совета СССР от 27 июня 1945 года за «мужество, находчивость и героизм при уничтожении окруженной вражеской группировки в городе Бреслау» гвардии старший лейтенант Андрей Лукьянец был удостоен высокого звания Героя Советского Союза с вручением ордена Ленина и медали «Золотая Звезда» за номером 7878.
После окончания войны Лукьянец продолжил службу в Советской Армии. В 1974 году в звании подполковника он был уволен в запас. Проживал и работал в Риге. Скончался 8 марта 1999 года.
Был также награждён двумя орденами Красного Знамени, орденом Отечественной войны 1-й степени, двумя орденами Красной Звезды, рядом медалей.